# Maria Beling
Maria Elisabeth Beling (* 24. Juni 1913 in Mannheim; † 1994) war eine deutsche Opernsoubrette, Zwischenfachsängerin (Sopran) und Schauspielerin.

## Leben

### Bühne
Die Tochter der Kammersängerin Margarete Beling-Schäfer (1870–1950) und des Opernsängers und Shakespeare-Forschers Ernst Oskar Beling (1862–1932) absolvierte ein Gesangsstudium bei ihrer Mutter sowie bei Else Tuschkau-Huth (1882–1966) und Else Zeidler. Nachdem sie bereits ab 1919 diverse Kinderrollen auf Oldenburger Bühnen gespielt hatte, gab sie als ausgebildete Künstlerin 1931 in der Rolle der Tinerl in Die Kaiserin am Stadttheater Kiel ihr Bühnendebüt. Es folgten Engagements als erste Soubrette in Gotha-Oeynhausen (1931–32), in Darmstadt-Gießen (1932–34), am Zentraltheater Dresden (1935–36), an der Hamburger Volksoper (1936–39), am Metropoltheater sowie am Admiralspalast Berlin (1939–45; hier spielte sie unter der Leitung von Franz Lehár die Valencienne in der Lustigen Witwe) und an der Staatsoperette München (ab 1951). Daneben ging sie 1946/47 mit dem Army Welfare Service der Britischen Besatzungszone auf Bühnentournee. Beling stand 1944 auf der Gottbegnadeten-Liste.

### Film
1933 gab Maria Beling neben Hans Söhnker im Liebesfilm Schwarzwaldmädel ihr Spielfilmdebüt. Obwohl sie sowohl in dieser als auch in einer weiteren Produktion desselben Jahres (Die Stimme der Liebe) bereits die weibliche Hauptrolle und ein Jahr später in Grüß die Lore noch einmal sogar die Titelrolle innehatte, blieben ihre Filmauftritte rar. In ihrer kurzen Filmkarriere spielte sie neben Theo Lingen und Adele Sandrock in Gern hab' ich die Frau'n geküßt, neben Lil Dagover in Eine Frau, die weiß, was sie will, neben Rudolf Platte in Schützenkönig wird der Felix und abermals in einer Hauptrolle neben Helge Rosvaenge in Verlieb Dich nicht am Bodensee. In ihrem letzten Spielfilm Liebesgeschichten, den sie unter der Regie von Viktor Tourjansky nach einer fast achtjährigen Pause 1943 drehte, kam ihr neben Willy Fritsch nur noch eine kleine Nebenrolle zu.

### Rundfunk
Daneben arbeitete Maria Beling umfangreich für den Rundfunk und sang Partien für verschiedene Opern- und Operettenaufnahmen des RIAS und des NWDR, u. a. die Marie in Paul Linckes Frau Luna (1945), das Hannchen in Eduard Künnekes Vetter aus Dingsda (1945), die Titelrolle in Hervés Mamsell Nitouche (1947) und die Juliska in Maske in Blau (1944).
Darüber hinaus arbeitete sie als Synchronsprecherin für zahlreiche Filmproduktionen, wobei sie v. a. auch die Gesangparts in deutschsprachigen Filmen für andere Schauspielkolleginnen übernahm.

### Privates
Maria Beling war mit Operettenbonvivant Alfred Fierment (Fikerment) verheiratet. 1941 wurde ihr für ihre künstlerische Leistung die Lehármedaille verliehen.

## Filmografie
- 1933: Schwarzwaldmädel
- 1933: Die Stimme der Liebe
- 1934: Gern hab' ich die Frau'n geküßt
- 1934: Eine Frau, die weiß, was sie will
- 1934: Schützenkönig wird der Felix
- 1934: Grüß’ mir die Lore noch einmal
- 1935: Verlieb Dich nicht am Bodensee
- 1943: Liebesgeschichten